# Dicranomyia defuncta
Dicranomyia defuncta är en tvåvingeart som först beskrevs av Osten Sacken 1860.  Dicranomyia defuncta ingår i släktet Dicranomyia och familjen småharkrankar. Inga underarter finns listade i Catalogue of Life.